# Delito especial
En la teoría general del delito, dentro del derecho penal, los delitos especiales son aquellos que sólo pueden ser cometidos, a título de autoría, por un círculo limitado de sujetos, que satisfacen las especiales exigencias de  la ley. En ellos se describe una conducta que sólo es punible a título de autor si es realizada por ciertos sujetos que posean ciertas condiciones especiales que requiere la ley.
Estos delitos se contraponen a los delitos comunes, que son aquellos de los que cualquier sujeto puede ser autor.
La doctrina distingue entre delitos especiales propios, en los que se hace referencia al carácter del sujeto para la definición del delito, como podría ser en la prevaricación, que solo puede ser cometida por quien tiene la condición de funcionario público. Por el contrario, los  delitos especiales impropios pueden ser cometidos por cualquier persona y en el que la autoría de personas cualificadas supone una causa de agravación o de atenuación de la pena.